# جیرجیرک ظریف ماراکله
جیرجیرک ظریف ماراکله (نام علمی: Amyttacta marakelensis) نام یک گونه از تیره جیرجیرک‌های بیشه است.